# Blangy-sur-Ternoise
Blangy-sur-Ternoise és un municipi francès situat al departament del Pas de Calais i a la regió dels Alts de França. L'any 2007 tenia 745 habitants.

## Demografia

### Població
El 2007 la població de fet de Blangy-sur-Ternoise era de 745 persones. Hi havia 292 famílies de les quals 76 eren unipersonals (36 homes vivint sols i 40 dones vivint soles), 101 parelles sense fills, 106 parelles amb fills i 9 famílies monoparentals amb fills.
La població ha evolucionat segons el següent gràfic:
Habitants censats

### Habitatges
El 2007 hi havia 436 habitatges, 297 eren l'habitatge principal de la família, 62 eren segones residències i 78 estaven desocupats. 416 eren cases i 10 eren apartaments. Dels 297 habitatges principals, 203 estaven ocupats pels seus propietaris, 87 estaven llogats i ocupats pels llogaters i 7 estaven cedits a títol gratuït; 7 tenien dues cambres, 44 en tenien tres, 85 en tenien quatre i 161 en tenien cinc o més. 231 habitatges disposaven pel capbaix d'una plaça de pàrquing. A 147 habitatges hi havia un automòbil i a 110 n'hi havia dos o més.

### Piràmide de població
La piràmide de població per edats i sexe el 2009 era:
| Homes | Edats   | Dones |
| ----- | ------- | ----- |
| 0     | 95 o +  | 0     |
| 0     | 90 a 94 | 0     |
| 0     | 85 a 89 | 8     |
| 8     | 80 a 84 | 4     |
| 4     | 75 a 79 | 8     |
| 16    | 70 a 74 | 28    |
| 24    | 65 a 69 | 32    |
| 28    | 60 a 64 | 20    |
| 24    | 55 a 59 | 28    |
| 16    | 50 a 54 | 20    |
| 20    | 45 a 49 | 28    |
| 24    | 40 a 44 | 12    |
| 44    | 35 a 39 | 32    |
| 28    | 30 a 34 | 24    |
| 24    | 25 a 29 | 24    |
| 20    | 20 a 24 | 8     |
| 24    | 15 a 19 | 28    |
| 32    | 10 a 14 | 36    |
| 24    | 5 a 9   | 40    |
| 16    | 0 a 4   | 12    |

## Economia
El 2007 la població en edat de treballar era de 460 persones, 315 eren actives i 145 eren inactives. De les 315 persones actives 275 estaven ocupades (169 homes i 106 dones) i 40 estaven aturades (15 homes i 25 dones). De les 145 persones inactives 46 estaven jubilades, 38 estaven estudiant i 61 estaven classificades com a «altres inactius».

### Ingressos
El 2009 a Blangy-sur-Ternoise hi havia 286 unitats fiscals que integraven 729,5 persones, la mediana anual d'ingressos fiscals per persona era de 13.997 €.

### Activitats econòmiques
Dels 34 establiments que hi havia el 2007, 1 era d'una empresa alimentària, 3 d'empreses de fabricació d'altres productes industrials, 4 d'empreses de construcció, 11 d'empreses de comerç i reparació d'automòbils, 1 d'una empresa de transport, 3 d'empreses d'hostatgeria i restauració, 4 d'empreses de serveis, 5 d'entitats de l'administració pública i 2 d'empreses classificades com a «altres activitats de serveis».
Dels 8 establiments de servei als particulars que hi havia el 2009, 1 era una oficina de correu, 1 taller de reparació d'automòbils i de material agrícola, 1 lampisteria, 1 electricista, 1 empresa de construcció, 2 perruqueries i 1 restaurant.
Dels 3 establiments comercials que hi havia el 2009, 1 era una botiga de menys de 120 m², 1 una botiga d'electrodomèstics i 1 una joieria.
L'any 2000 a Blangy-sur-Ternoise hi havia 9 explotacions agrícoles.

## Equipaments sanitaris i escolars
El 2009 hi havia 1 farmàcia i 1 ambulància.
El 2009 hi havia una escola elemental.

## Poblacions més properes
El següent diagrama mostra les poblacions més properes.